# Süleymanlı
Süleymanlı, connu jusqu'au génocide arménien de 1915 sous le nom de Zeïtoun (arménien : Զէյթուն), est un village situé dans la province de Kahramanmaraş, en Turquie. Jusqu'en 1915, la ville, alors à majorité arménienne, bénéficie d'une importante autonomie permise en partie par son implantation montagnarde la rendant facile à défendre.

## Localisation et origine du nom
Zeïtoun est une place forte située dans l'Anti-Taurus, au nord de la plaine de Cilicie. La cité est implantée sur une rivière éponyme, et est nichée au sein d'une vallée étroite coincée entre le fleuve Ceyhan et le fleuve Göksun, à 69km au nord de Kahramanmaraş. Le terrain y est montagneux et très accidenté. Sous le pseudonyme « Aghassi », l'écrivain arménien Garabed Toursarkisian, lui-même natif de Zeïtoun, fait une longue description de la géographie de sa terre natale dans un ouvrage qu'il consacre au sujet, traduit en français en 1897 par Archag Tchobanian.
Selon la carte de la ville reconstituée par le projet Houshamadyan, elle est ceinte par la rivière Shoughour à l'est et par la rivière de la Vallée à l'ouest. Jusqu'en 1915, elle est divisée en quatre quartiers, chacun bénéficiant de sa propre église ; on y trouve aussi une forteresse, un grand marché et un gymnasium.
Le nom de cette cité vient du mot arabe signifiant « olive », donné par les Turcs en référence aux nombreux oliviers qu'on y trouve. Si Zeïtoun est son appellation principale jusqu'au début du XXe siècle, ses habitants arméniens l'appellent Oulnia. Après l'établissement de la république de Turquie, la ville est renommée Süleymanlı en l'honneur du commandant militaire turc Süleyman Bey, mort face aux insurgés arméniens résistant au génocide en 1915.

## Histoire

### Moyen Âge

Le Royaume arménien de Cilicie.

La fondation de la cité n'est pas bien connue. La tradition raconte que les premiers habitants de la région de Zeïtoun sont des réfugiés arméniens fuyant la ville d'Ani, capitale du Royaume d'Arménie des Bagratides, après sa chute en 1064. Cependant, selon l'écrivain arménien Garabed Toursarkisian, Zeïtoun n'existe pas à l'époque du Royaume arménien de Cilicie (1080-1375) et n'est fondée qu'après sa chute. En effet, les Arméniens qui fondent la ville sont alors installés plus bas, dans la plaine, dans les cités d'Ané et d'Ané-Tsor. Les premières habitations construites à Zeïtoun (alors probablement connue sous le nom de Kegh) servent selon lui comme lieux de villégiature pour les gouverneurs d'Ané.
Selon la tradition, la cité est fondée alors que la dynastie des Roupénides agonise, soit probablement au début du XIIIe siècle. La tribu turcomane des Zulcadir, installée du côté de Marash, envahit Ané et défait les Arméniens, forcés de se retrancher sur les collines Saghir. Là, les Arméniens dressent un campement et chantent leur détermination ; un espion turcoman rapporte la scène à son chef qui, vexé de ne pas avoir remporté la victoire morale sur ses adversaires, décide de les attaquer de nouveau. Il défait encore une fois les Arméniens, qui se réfugient au pied du mont Bérid, à l'emplacement de ce que deviendra ensuite Zeïtoun. Cette nouvelle défaite ne suffisant pas à décourager les Arméniens, les Turcomans renoncent à les écraser définitivement.
Les Arméniens conquièrent la région au XIVe siècle, peu après la mort du général Héthoum, serviteurs des derniers rois du Royaume arménien (notamment Constantin VI puis Léon VI). Selon Garabed Toursarkisian, sa veuve Zarmanouhie se réfugie pendant cinq ans dans les montagnes et réunit autour d'elle une troupe de 300 hommes. Avec son fils Kévork, ils prennent la forteresse de Gaban puis les localités de Goguisson, de Gantchi, de Fournous et d'Arékine. Cette troupe étend ainsi l'influence arménienne sur les villages de l'Anti-Taurus.
Ainsi, après la chute du Royaume arménien de Cilicie en 1375 et l'exil en France de son dernier roi Léon VI, Zeïtoun parvient, de même que Hadchen, Marache et Tomarza, à se maintenir en tant que principauté arménienne semi-indépendante jusqu'à la fin du XIXe siècle. En effet, les descendants de Kévork gardent le contrôle sur la région du Taurus jusqu'en 1467, date de sa conquête par les Turcomans ; puis les fugitifs s'enfoncent en 1485 dans la montagne jusqu'à Zeïtoun et Hadchen pour y rejoindre les Arméniens locaux et s'y retrancher.
Au cours du XVe siècle, la ville accueille de nombreux migrants arméniens fuyant les assauts des Turcomans zulcadir de Shah Suar et venus de Pertous, de Gantchi et de Gaban.
Avant leur arrivée, Zeïtoun est divisée en quatre quartiers, chacun contrôlé par une famille dont aucune n'est d'ascendance princière :
- le quartier de Sourenian (en position centrale[3]), contrôlé par la famille du même nom, vraisemblablement implantée dans la région depuis 1064 ;
- le quartier de Véri-Dagh (puis Yénidounia, en position haute[3]), contrôlé par la famille Apardian, elle aussi vraisemblablement installée sur place depuis 1064 ;
- le quartier de Boz-Bair, contrôlé par la famille Chorvoian (peut-être venue de Pertous[16]) ;
- le quartier de Gargalar, contrôlé par la famille Yaghoubian.

Les nouveaux arrivants, menés par les descendants de Kévork, se constituent en une famille, nommée Yéni-Douni (ou Yéni-Dounia), qui prend le dessus sur les quatre autres familles ainsi que le contrôle du quartier de Véri-Dagh. Pour ce faire, les Yéni-Dounia, quarante ans après leur arrivée, déciment les Apardian. Face au massacre, les autres familles s'unissent contre eux et les forcent à fuir ; ils reviennent 42 ans plus tard et s'installent durablement à Zeïtoun.

### Époque moderne
Le XVIe siècle apparaît comme une période de prospérité pour Zeïtoun, qui tire un certain développement économique de ses mines de fer, de sa culture des oliviers et de ses vers à soie. Ce siècle voit aussi le développement culturel et religieux de la cité, notamment de son couvent, Sourp Asdvadzadzine, qui forme trois catholicos de Cilicie : Siméon Ier, Ghazar Ier et Khatchatour II.
Au début du XVIIe siècle, le diacre arménien Siméon de Pologne traverse l'Anatolie en 1612-1613 et passe par Zeïtoun : il rapporte que la ville possédait 800 maisons arméniennes avant son passage mais seulement 30 à son époque,. Ce siècle voit un déclin de la cité qui épuise ses forces face à la persécution des tribus nomades locales.
Les Arméniens de Zeïtoun aident les Turcs ottomans à refouler les Turcomans, ce qui leur vaut la reconnaissance de leur indépendance par un décret du sultan Mourad IV le 17 février 1618 en échange d'un tribut annuel de 5000 piastres,. Cependant, les « barons » (ou ichkhan, littéralement « prince », nom donné aux chefs des quatre familles) de Zeïtoun lèvent leurs propres impôts et n'envoient les impôts demandés par le gouvernement central ottoman que de manière partielle et sous la contrainte,. Ils ont leurs propres lois et gouvernent de manière patriarcale. Ils n'emprisonnent pas les criminels, qui sont soit exécutés, soit soumis à une amende, soit exilés.
Il faut attendre 1740 pour que Zeïtoun se développe de nouveau et que les Arméniens récupèrent le contrôle de la région tout au long du siècle et jusqu'au siècle suivant. Cependant, entre la fin du XVIIIe siècle et le début du XIXe siècle, un conflit interne long de sept ans agite la cité, opposant les Yéni-Dunia et les Sourenian aux habitants des quartiers de Boz-Baïr et de Gargalar, et qui voit l'érection d'une palissade de bois séparant en deux la ville. Après le massacre quasi-total des Sourenian, le premier camp finit par être dominé et en est réduit à faire appel aux Turcs.

### XIXesiècle
Face à la faiblesse des Zeïtouniotes, le gouvernement central envoie en 1805 une armée menée par Kalender Pacha, qui échoue à prendre la ville mais l'assiège pendant neuf mois, délai au bout duquel elle demande la reddition de la cité et le paiement d'un tribut de 20 000 piastres. Face au danger extérieur, la guerre civile prend fin : la cloison de bois est détruite et les habitants des quatre quartiers s'unissent pour chasser l'envahisseur lors d'une attaque surprise. Cette victoire et l'union retrouvée des Zeïtouniotes leur permet d'envisager à partir de 1810 une phase d'expansion territoriale en direction de Marache. Ainsi, la tribu des Beyazidli, l'une des deux tribus dominant Marache avec les Zulcadir, fait appel aux Arméniens de Zeïtoun en 1815 par l’intermédiaire de son chef Osman Pacha, alors en plein déclin. Une troupe arménienne met alors en déroute les forces d'Ahmed Pacha et permet à Osman Pacha d'étendre son influence. Ce dernier fait de nouveau appel à eux quelques années plus tard, et les Zeïtouniotes emportent là aussi l'affrontement au bénéfice de leur allié. Face à leurs succès, le gouvernement central ottoman envoie en 1819 une armée commandée par Tchapan Oghlou, mais elle aussi échoue à mater Zeïtoun.

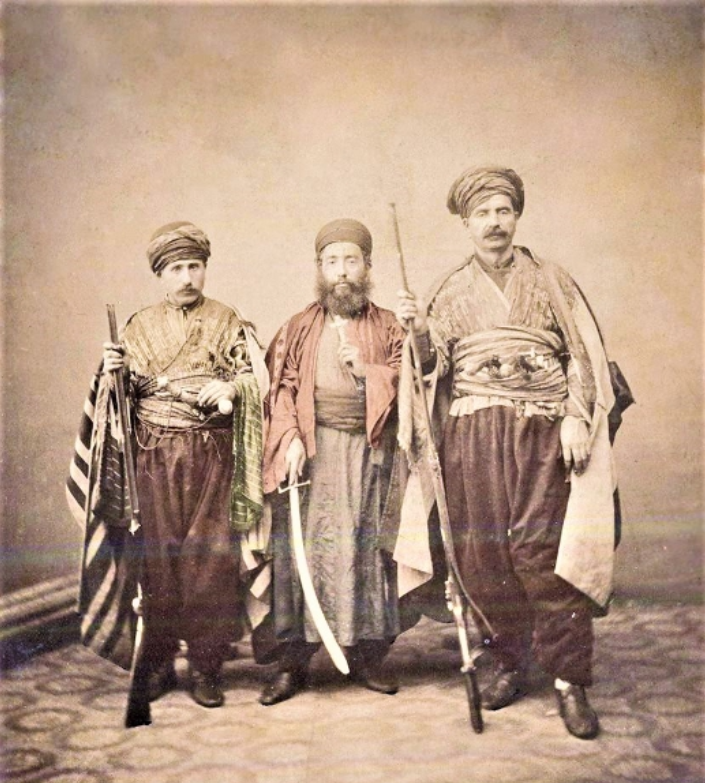
Meneurs de la rébellion de 1862 en novembre : Nestor Ghazaros Ichkhanabet Shorvoghluyan, Kahana Der Movses Khatchouqentz et Yenidünya Astvadzadour Pasha.

Dans les années 1830, les forces égyptiennes d'Ibrahim Pacha battent les Ottomans et occupent la Cilicie. Les Arméniens de Zeïtoun s'allient alors avec des tribus kurdes locales pour combattre l'occupation égyptienne qu'ils considèrent comme une menace contre leur autonomie. Ainsi, Ibrahim Pacha tente sans succès de prendre Zeïtoun et Hadjin en 1835.
En 1849, face à ses échecs contre les Kurdes d'Akdja-Dagh, l'armée ottomane demande leur aide aux Arméniens de Zeïtoun en échange de concessions : ils envoient une force de 400 hommes qui parvient à investir la forteresse kurde et à donner la victoire aux Ottomans.
En 1853, le prédicateur Melikian Ardzruni Hovagim part de Constantinople pour s'installer à Zeïtoun. Là, il se fait une place et entreprend d'améliorer les défenses de la ville. L'année suivante, il entreprend un voyage pour récolter des fonds en Russie ; les barons tentent de l'en dissuader du fait de la guerre de Crimée, mais il prend quand même la route et finit pendu par les autorités ottomanes à Erzurum. Comme le note Louise Nalbandian, sa présence sur place dès les années 1850 montre que les Arméniens stambouliotes mais aussi ceux de Russie ont conscience de cette principauté semi-indépendante et qu'ils veulent en faire un lieu symbolique de résistance. Et, de fait, Zeïtoun devient ensuite l'un des berceaux du mouvement de libération nationale arménien avec Van et Erzurum.
Après la guerre de Crimée, les Ottomans confisquent certaines terres des habitants de Zeïtoun pour y installer des populations tatares (ainsi que des Circassiens du Caucase) fuyant la Russie, en violation du Hatti-Humayoun de 1856. Les Arméniens résistent à cette spoliation : s'ils n'ont pas de document légal attestant de leur propriété sur leurs terres, leur occupation séculaire les assure de cette propriété selon le principe de la prescription. Les autorités ottomanes ignorent les plaintes arméniennes et leur imposent une hausse des impôts. Les habitants repoussent plusieurs troupes turques : une troupe de 12 000 hommes menée par Khourchid Pacha et défaite le 20 juin 1859, une autre force venue procéder à la perception desdits impôts le 8 juin 1860, préfigurant la révolte de 1862.
Les barons arméniens de Zeïtoun défendent leur indépendance jusqu'au XIXe siècle (combattant peut-être jusqu'à 57 batailles contre l'Empire ottoman durant son histoire) et représentent l'une des rares survivances de la noblesse arménienne médiévale. L'autonomie de cette principauté est en partie permise grâce à une tradition ancienne de fabrication locale d'armes et la fortification de la cité. Les musulmans ne sont pas autorisés à vivre au sein de ses murs, mais les barons contrôlent des villages turcs du voisinage.
En hiver 1861, un homme du nom Levon s'installe quatre mois durant à Zeïtoun. Celui-ci, qui se dit être le descendant de la maison de Lusignan, rédige une pétition à l'attention de Napoléon III afin qu'il obtienne de l'Empire ottoman qu'il accorde l'indépendance à la principauté de Zeïtoun. Dans cette pétition, il affirme que les Arméniens de la région réclament cette indépendance et compteraient dans leurs rangs 70 000 hommes en âge de porter les armes. Levon se rend ensuite à Paris pour présenter personnellement la pétition au chef d’État français. Ce dernier évoque le sujet avec son ambassadeur à Constantinople, et les Français se rendent vite compte que les chiffres avancés dans le document sont exagérés. Côté français, la demande de Levon reste lettre morte, tandis qu'elle renforce la méfiance des Ottomans à l'égard des Arméniens.
À l'été 1862, une dispute oppose le village arménien d'Alabash (ou Arékine) au village turc de Ketman. Cette dispute sert de prétexte au gouvernement central : il envoie une troupe de 40 000 hommes (Hagop Barsoumian parle quant à lui d'une troupe composée 12 000 réguliers et de 6 000 irréguliers, tandis qu'Aghassi évoque plus de 30 000 hommes) menée par Aziz Pacha qui rase Alabash puis se rend à Zeïtoun, pillant et détruisant les villages se situant sur sa route. Le 2 août 1862, elle assiège Zeïtoun, qui n'est défendue que par environ 5 000 hommes, majoritairement des Arméniens mais aussi des musulmans locaux. L'armée d'Aziz Pacha est repoussée et cette victoire arménienne a un fort retentissement. Déconfit après sa défaite, le gouvernement ottoman envisage une nouvelle expédition, ce que les habitants de Zeïtoun cherchent à éviter : ils envoient ainsi une délégation auprès des Arméniens stambouliotes pour leur demander d'intervenir en leur faveur auprès de la Sublime Porte. La délégation arrive dans la capitale ottomane le 27 septembre 1862 et est accueillie avec enthousiasme. Le poète arménien Meguerditch Bechiktachlian est l'un de leurs interlocuteurs. Cette révolte provoque aussi l'intervention diplomatique de Napoléon III, qui accueille un délégué et un prêtre arméniens venus le rencontrer à Paris : ainsi, le vartabed Krikor Apardian et le prêtre Der Movsès se rendent dans la capitale française et y rencontrent le vartabed Garabed Chahnazarian qui leur prête assistance. À la suite de cette entrevue, l'empereur français fait pression sur les autorités ottomanes et obtient qu'elles n'envoient pas une nouvelle expédition ainsi que la levée du blocus de la région. Cependant, Zeïtoun est en échange forcée d'accueillir une garnison turque, perdant ainsi une partie de son autonomie. De plus, les quatre princes de Zeïtoun passent trois semaines à la prison centrale de Constantinople puis, après leur libération, résident trois mois auprès des Arméniens stambouliotes.
La résistance de 1862 marque un renouveau dans le mouvement de libération nationale arménien,. Selon l'historienne Anahide Ter Minassian, elle provoque l'intérêt des Arméniens progressistes de Constantinople et de Russie, la production d'une importante littérature nationaliste et des projets économiques et politiques allant pour certains jusqu'à envisager le rétablissement du royaume arménien de Cilicie,. Certains, comme Levon cité plus haut, espèrent l'indépendance de Zeïtoun sous protection française, mais le refus des Arméniens de se convertir au catholicisme les empêchent de bénéficier d'un statut similaire à celui obtenu par les Maronites du Mont Liban en 1861 grâce à l'expédition française de 1860-1861. D'autres, en particulier à Constantinople, réclament l'indépendance de toute la Cilicie autour de Zeïtoun.
Une Union de bienfaisance arménienne, fortement inspirée par les travaux de l'écrivain Michael Nalbandian, œuvre dans les années 1860 en faveur du développement économique et scolaire des Arméniens de Cilicie. Son représentant en Cilicie, Hovsep Shishmanian, aurait même participé à la défense de Zeïtoun.
Selon un recensement reproduit par Léonce Alishan dans un ouvrage de 1899, il y a en 1878-1880 28 villages dans la région de Zeïtoun, avec une population de 27 460 Arméniens et 8 344 musulmans.
En 1878, les Ottomans construisent une place forte à l'entrée de la ville, ce qui exacerbe les tensions avec les Arméniens. En 1895-1896, le parti social-démocrate Hentchak est à l'origine d'une nouvelle révolte à Zeïtoun,. Les leaders Hentchakistes Aghassi, Apah, Heratchia, Neshan, Meleh et Karapet, qui mènent le soulèvement, espèrent alors l'embrasement de toute la Cilicie. Les combats ont lieu dans la région entre le 12 octobre 1895 et le 1er février 1896, voient de nouveau le pillage du village arménien d'Alabash et l'intervention des grandes puissances européennes. Lors des affrontements, la garnison turque est capturée et Zeïtoun assiégée. Un accord est signé : il prévoit le désarmement des belligérants, l'expulsion de cinq révolutionnaires Hentchak mais aussi la baisse des impôts et des réformes (notamment une amnistie générale et la nomination d'un gouverneur chrétien) ; il est toutefois rapidement rendu caduc.

### XXesiècle

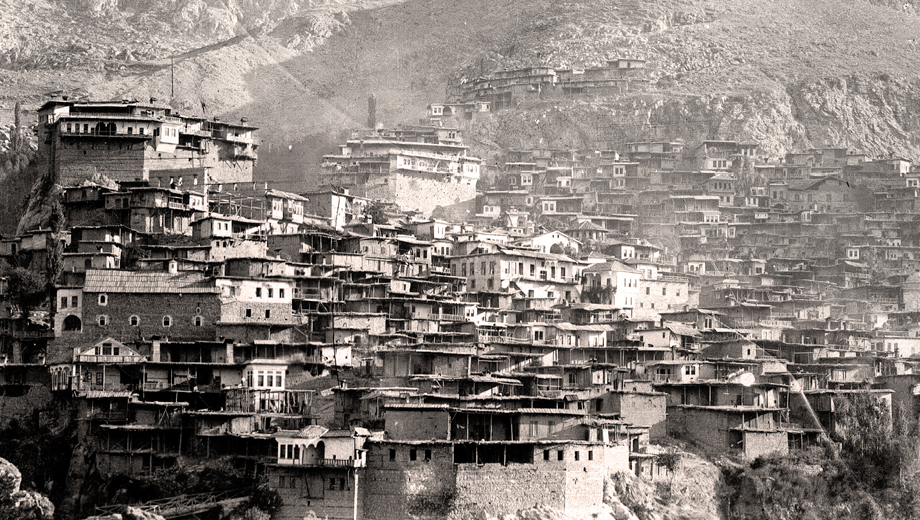
Zeïtoun à la veille du génocide arménien.

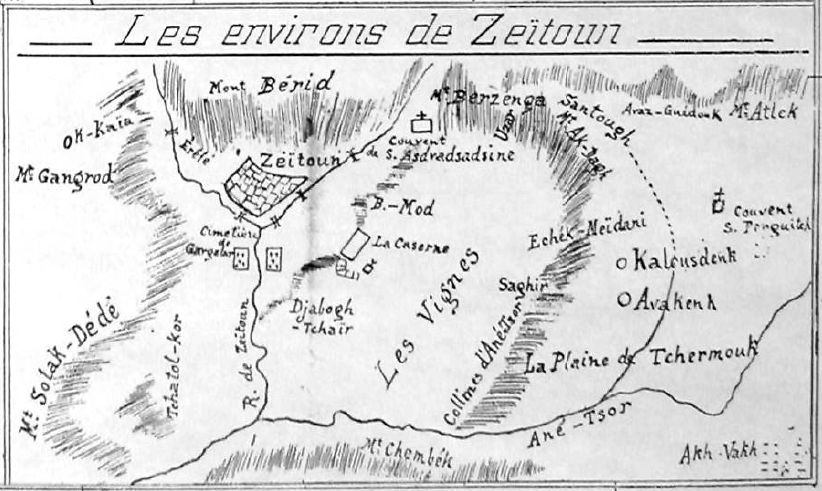
Environs de Zeïtoun.

En 1900, la ville est composée de 1500 foyers arméniens, tandis que les 24 familles turques de la ville l'ont quittée en 1896. La région est alors composée de 32 villages, avec une population totale d'environ 21 500 personnes dont 18 500 Arméniens. L'écrivain arménien Garabed Toursarkisian, natif de Zeïtoun, évoque quant à lui en 1897 plus de 60 villages où l'on trouve des foyers arméniens ; il évoque aussi plusieurs villages turcs et précise que leurs habitants parlent le turc et l'arménien. En 1915, on estime la population arménienne de Zeïtoun et des villages arméniens environnants à 15 000 personnes environ.
Lors de la Première Guerre mondiale, les Arméniens de Zeïtoun préfèrent payer pour ne pas être enrôlés dans l'armée. Le général turc Fakhri Pacha, alors commandant la garnison turque de la ville forte de 3000 hommes, décide fin mars 1915 d'enrôler de force les jeunes hommes de la cité. Contre l'avis de leurs aînés, les Arméniens récalcitrants prennent les armes et se réfugient dans un monastère dans la montagne. Après un affrontement qui fait 300 morts côté turc, les forces ottomanes parviennent à capturer le monastère et décident de le brûler. Puis, lors du génocide arménien, les Arméniens de Zeïtoun sont déportés dès le début du mois d'avril 1915, parmi les premiers Arméniens de l'Empire à l'être : les maisons sont vidées et leurs habitants envoyés vers Konya et Deir ez-Zor. Puis l'ordre de déportation est étendu aux villages environnants. Des muhadjirs sont installés à leur place.
Certains Arméniens retournent à Zeïtoun lors de l'occupation de la Cilicie par la France en 1918-1921. Cependant, à la suite de la guerre franco-turque, la région est rétrocédée à la jeune République de Turquie. Au cours de leur retraite, les forces françaises abandonnent ainsi les Arméniens de Zeïtoun, mais aussi ceux de Hadchen, d'Ourfa et de Marache.

## Démographie
- 1997 : 754 habitants
- 2000 : 459 habitants
- 2007 : 1350 habitants

## Personnalités liées
- Siméon Ier de Zeïtoun, catholicos arménien de Cilicie en 1539-1545
- Ghazar Ier de Zeïtoun, catholicos arménien de Cilicie en 1545-1547
- Khatchatour II de Zeïtoun, catholicos arménien de Cilicie en 1560-1584
- Garabed Toursarkisian (1871-1937), écrivain arménien
- Smpad Piourad (1862-1915), intellectuel, écrivain et militant arménien

## Galerie

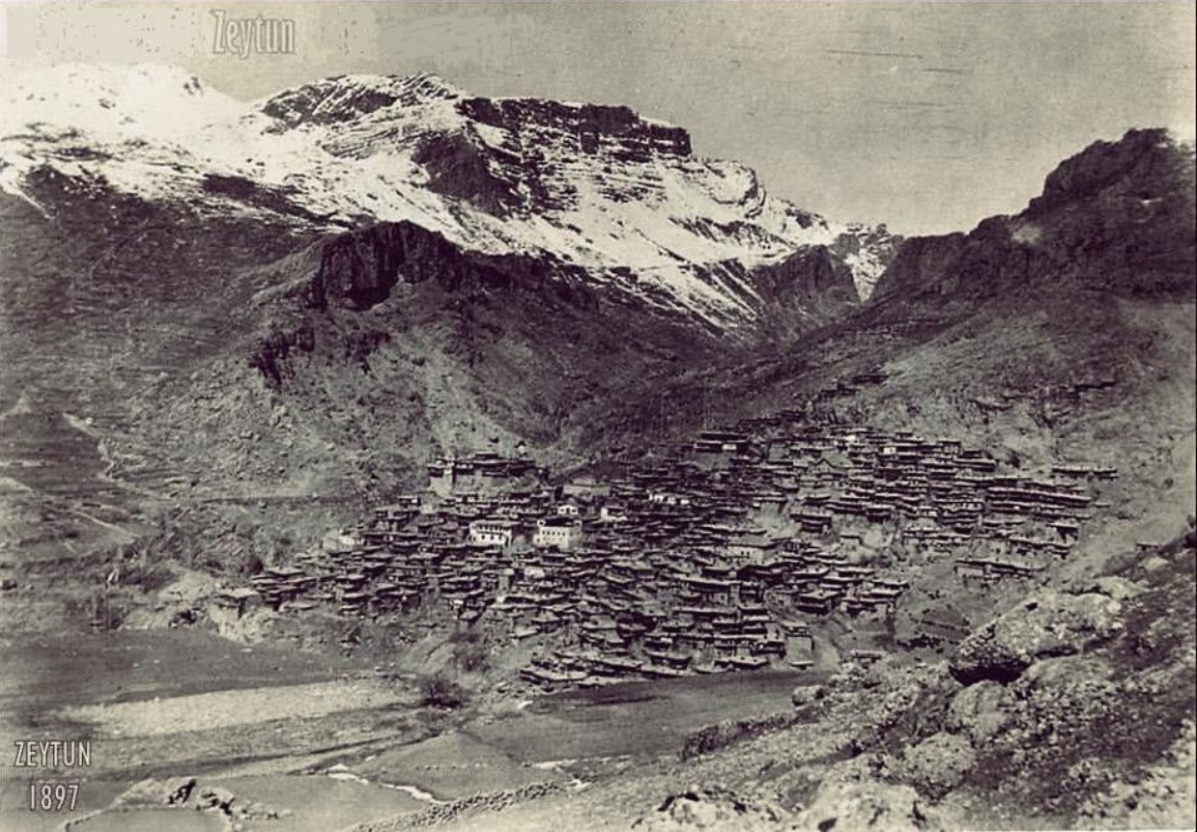
Vue aérienne de Zeïtoun.
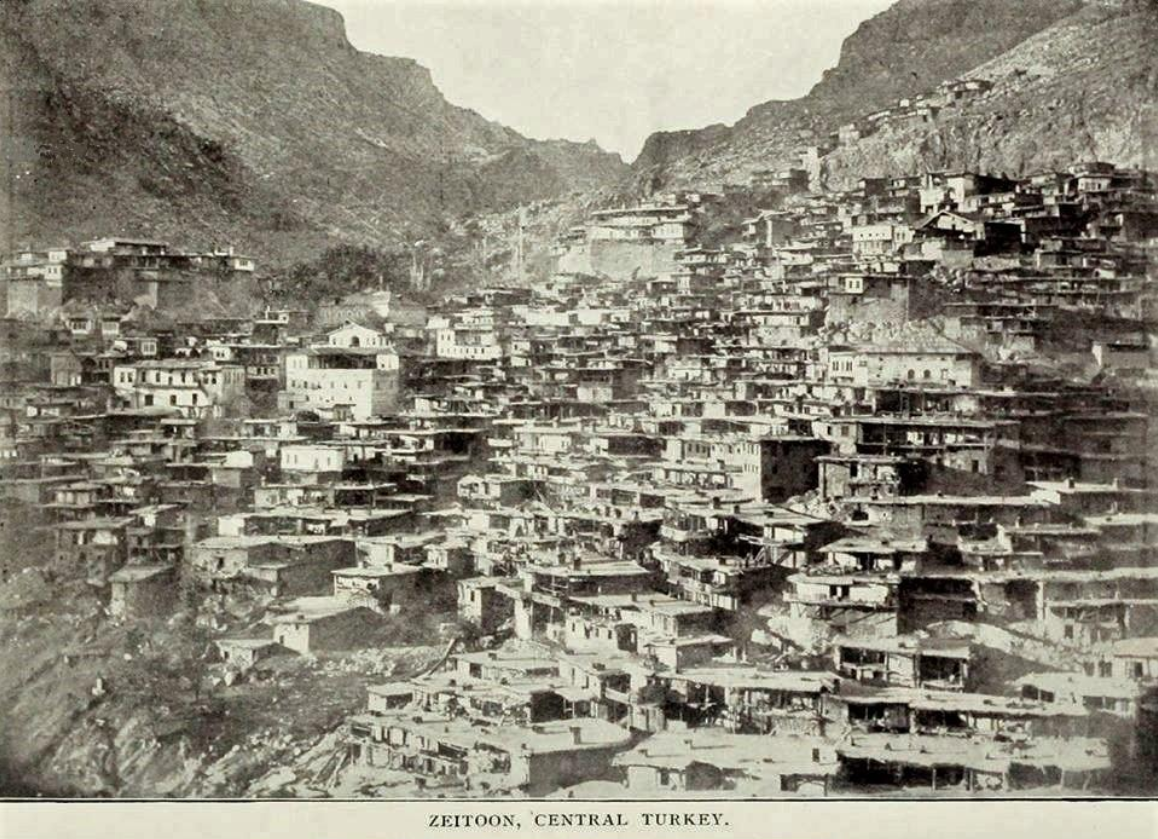
Autre vue aérienne de Zeïtoun.
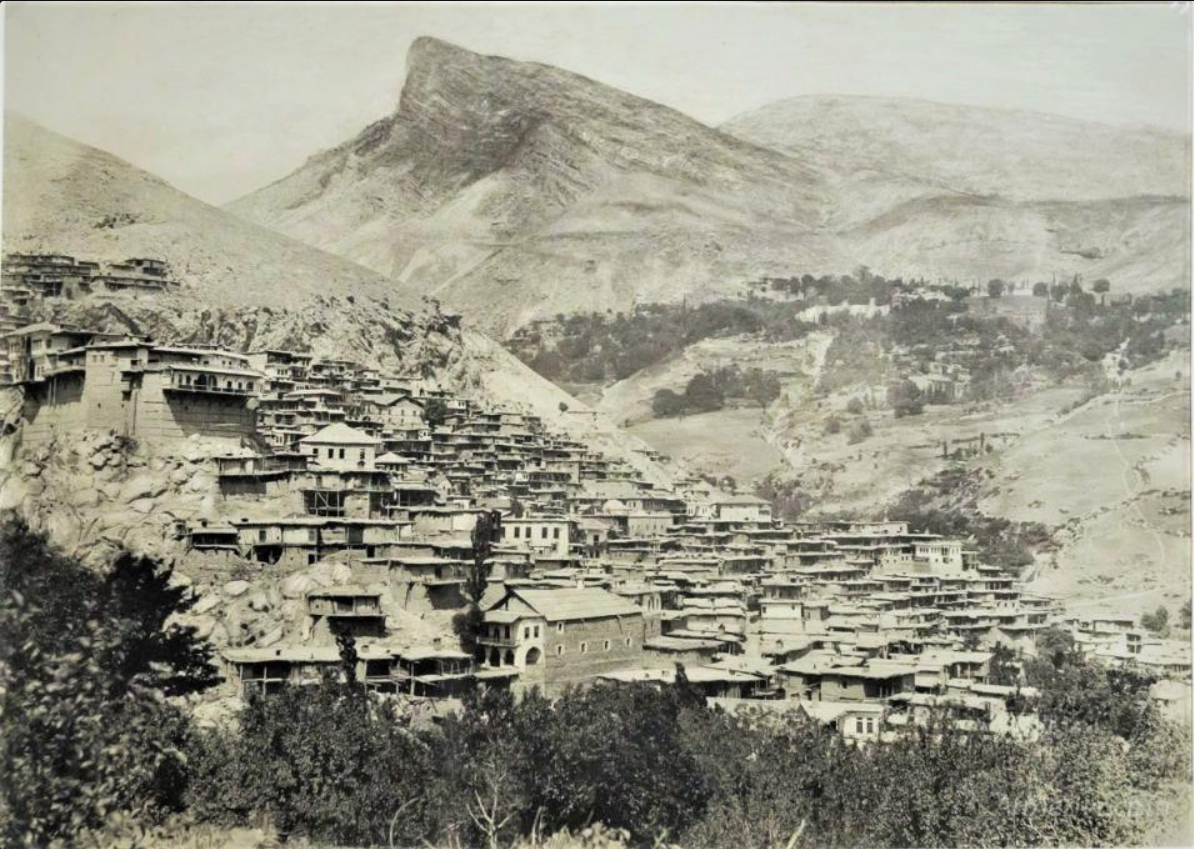
Vue latérale de Zeïtoun.
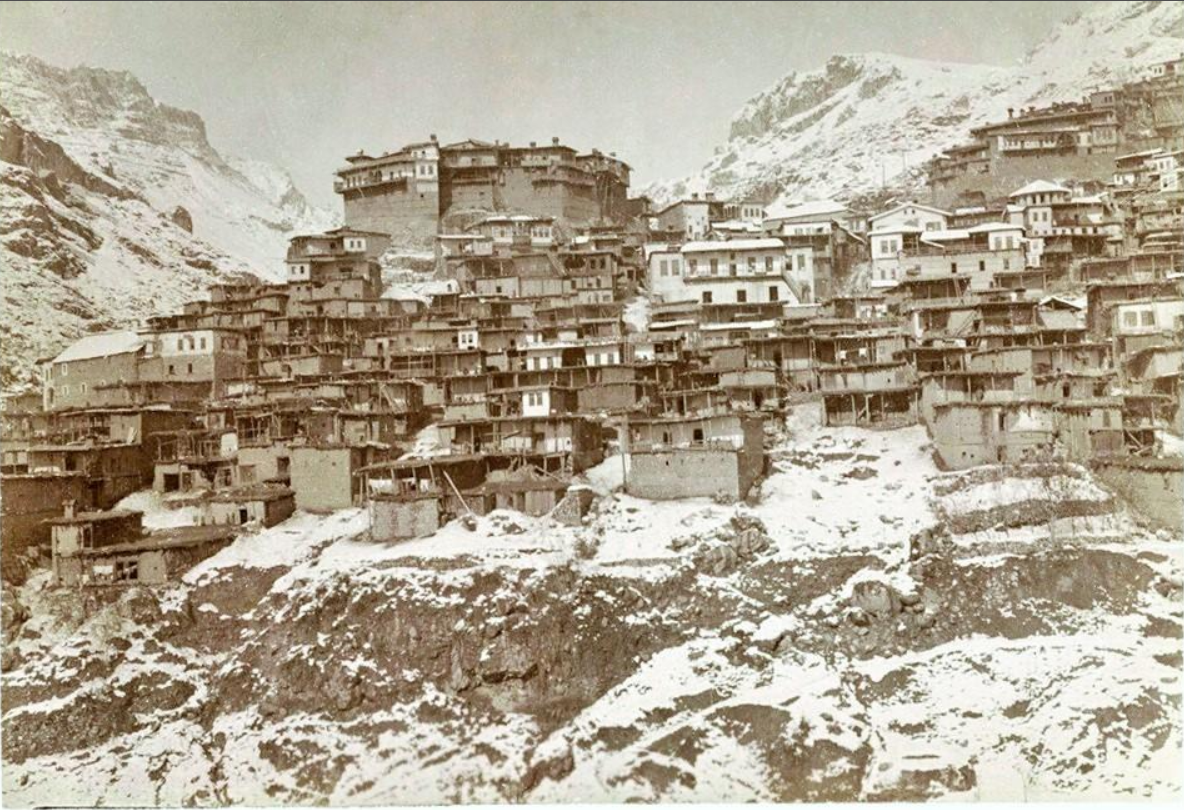
Zeïtoun sous la neige.
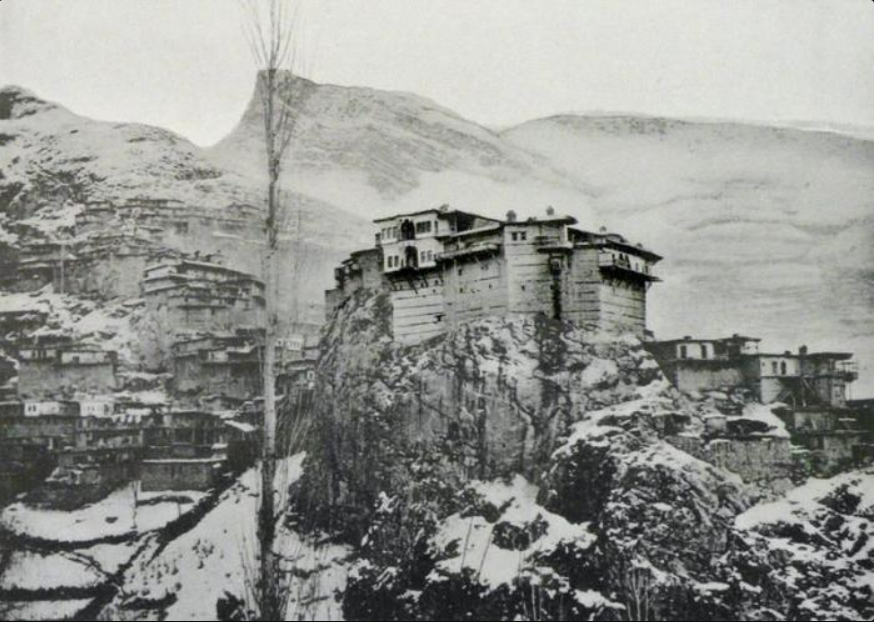
Une hauteur de Zeïtoun.